# Церковь Святого Андрея (Клепаров)
Церковь святого Андрея — грекокатолический храм во Львове в местности Клепаров на улице Варшавской, 38.
Грекокатолики Львова долго не имели собственной церкви и принадлежали к приходу при удаленной церкви Параскевы Пятницы. В начале XX века была достигнута договоренность с местными римокатоликами о строительстве общего храма для поочередных богослужений. В 1908 году общий храм Матери Божьей Святого Розария был освящен, однако грекокатоликов к нему не допущено. Обществом было принято решение построить церковь. Сбор средств начался в 1910 году, но был прерван Первой мировой войной. Строительство по проекту Сергея Тимошенко начато только в 1926 году и продолжалось до 1932. Церковные кресты и колокол освятил львовский епископ Иван Бучко. В интерьере размещён пятирядний иконостас, написанный Антоном Манастырским. 16 ноября 1936 года храм освящен. Через несколько лет Клепаров было выделено в отдельный приход.